# Rio Couto de Magalhães
Rio Couto de Magalhães är ett vattendrag i Brasilien.   Det ligger i delstaten Mato Grosso, i den centrala delen av landet, 600 km väster om huvudstaden Brasília.
Omgivningarna runt Rio Couto de Magalhães är huvudsakligen savann. Trakten runt Rio Couto de Magalhães är nära nog obefolkad, med mindre än två invånare per kvadratkilometer.